# Rubrivivax albus
Rubrivivax albus es una bacteria gramnegativa del género Rubrivivax. Fue descrita en el año 2020. Su etimología hace referencia a blanco. Es aerobia e inmóvil. Tiene un tamaño de 0,4-0,8 μm de ancho por 1,2-2 μm de largo. Crece en agar R2A, Luria-Bertani y débilmente en TSA. Forma colonias blancas, convexas, circulares y lisas en agar R2A tras 48 horas de incubación. Temperatura de crecimiento entre 25-37 °C, óptima de 30 °C. Catalasa negativa y oxidasa positiva. Se ha aislado de un estanque de agua dulce en Taiwán. 